# Orly Levy
Orly Levy-Abekasis (en hébreu : אורלי לוי אבקסיס), née le 11 novembre 1973 à Beït Shéan, est une femme politique israélienne. Elle est la fondatrice et la dirigeante du parti Gesher.

## Biographie

### Famille et formation
Elle est la fille de David Lévy, originaire du Maroc et ancien ministre des Affaires étrangères. Elle effectue son service militaire dans l'armée de l'air avant d'obtenir un diplôme en droit au centre interdisciplinaire d'Herzliya. Avant d'entrer en politique, elle travaille comme modèle et comme animatrice de télévision.
Elle est mariée et a quatre enfants. Elle vit au Kibboutz Messilot, dans le nord du pays.

### Carrière politique
Aux élections législatives de 2009, Orly Levy est placée sixième sur la liste Israel Beytenou, ce qui lui permet d'entrer à la Knesset quand le parti remporte quinze sièges. Elle est vice-présidente de la Knesset et membre de la coalition Likoud-Israel Beytenou. Pour les élections de 2013, elle est cette fois-ci placée seizième sur la liste Yisrael Beiteinu-Likoud et conserve son siège puisque la coalition remporte 31 sièges. 
À partir de 2013, elle est présidente du comité pour les droits des enfants à la Knesset.
Elle est réélue députée en mars 2015 alors qu'elle figure en deuxième place sur la liste d'Israel Beytenou. En mai 2016, elle décide de quitter le parti en raison du manque d'attention aux affaires sociales dans les négociations destinées à la formation d'un gouvernement de coalition. Elle devient officiellement membre indépendante le 15 mars 2017. En raison de son départ d'Israel Beytenou pendant son mandat à la Knesset, elle ne peut selon le règlement de la Knesset se présenter aux élections suivantes. En conséquence, en mars 2018, elle annonce son intention de former un nouveau parti.
En décembre 2018, la nouvelle formation est créée sous le nom de Gesher, ravivant le nom du parti fondé par son père en 1996. Lors des élections d'avril 2019, le nouveau parti ne franchit pas le seuil électoral et Orly Levy perd son mandat de députée. L'échec de la formation d'un nouveau gouvernement entraîne cependant la dissolution de la Knesset et le 18 juillet suivant, Gesher accepte de former une alliance électorale avec le Parti travailliste, avec Levy placée deuxième sur la liste commune, derrière Amir Peretz. Lors des élections du 17 septembre 2019, l'alliance remporte six sièges, permettant à Orly Levy de retrouver un siège à la Knesset, qu'elle conserve le 2 mars 2020.